# Ladislav Krejčí
Ladislav Krejčí (Praga, 5 de juliol de 1992) és un futbolista txec que juga en la demarcació d'extrem esquerre per l'AC Sparta Praga de la Lliga de Futbol de la República Txeca.

## Internacional
Va debutar amb la selecció de futbol de la República Txeca el 14 de novembre de 2012 contra Eslovàquia en un partit amistós que va finalitzar amb un resultat de 3-0 a favor del combinat txec. A més va jugar un partit de classificació per a la Copa Mundial de Futbol de 2014 contra Dinamarca. Ja en 2014, el seleccionador Pavel Vrba el va convocar per disputar la classificació per l'Eurocopa 2016, on a més va marcar un gol.

### Gols internacionals
| # | Data                 | Estadi                                  | Oponent    | Gol | Resultat | Competició                        |
| - | -------------------- | --------------------------------------- | ---------- | --- | -------- | --------------------------------- |
| 1 | 6 de febrer de 2013  | Estadi Manisa 19 Mayis, Manisa, Turquia | Turquia    | 0-1 | 0–2      | Amistós                           |
| 2 | 13 d'octubre de 2014 | Astana Arena, Astana, Kazakhstan        | Kazakhstan | 1-3 | 2–4      | Classificació per l'Eurocopa 2016 |

## Clubs
| Club            | País    | Any    | Partits | Gols |
| --------------- | ------- | ------ | ------- | ---- |
| AC Sparta Praga | Txèquia | 2008 - | 160     | 36   |

## Palmarès

### Campionats estatals
| Títol                                 | Club            | País            | Any  |
| ------------------------------------- | --------------- | --------------- | ---- |
| Lliga de Futbol de la República Txeca | AC Sparta Praga | República Txeca | 2010 |
| Lliga de Futbol de la República Txeca | AC Sparta Praga | República Txeca | 2014 |
| Copa de la República Txeca            | AC Sparta Praga | República Txeca | 2014 |
| Supercopa de la República Txeca       | AC Sparta Praga | República Txeca | 2010 |
| Supercopa de la República Txeca       | AC Sparta Praga | República Txeca | 2014 |

### Distincions individuals
| Títol                | Club            | País    | Any  |
| -------------------- | --------------- | ------- | ---- |
| Talent txec de l'any | AC Sparta Praga | Txèquia | 2011 |